# Sumo en Obras
Sumo en Obras es un álbum en vivo, editado en formato VHS de la banda Sumo, fue lanzado luego de la muerte del líder de la banda Luca Prodan.
El video contiene 55 minutos de imágenes del show que sirvió como presentación del álbum Llegando los monos; este se realizó el 9 de agosto de 1986 en el Estadio Obras Sanitarias. El VHS fue editado oficialmente por la banda con una duración de 50 minutos. En el tema "Mi Bandera" Luca hace entrar al hermano José "De Humahuaca y Gallo!" y este le sirve Ginebra escondida en una botella de agua mineral.

## Lista de canciones
1. Presentación
2. Crua Chan (Aparece como "Gaitas" en la contratapa del VHS)
3. Divididos por la felicidad
4. Heroin
5. Que me pisen
6. El ojo blindado
7. Mula Plateada
8. El reggae de paz y amor
9. Mejor no hablar (de ciertas cosas)
10. Kaya
11. La rubia tarada (Aparece como "Una noche en New York City" en la contratapa del VHS)
12. Fuck You
13. Los viejos vinagres

## Créditos

### Sumo
- Luca Prodan - voz
- Roberto Pettinato - saxofón/acordeón
- Ricardo Mollo - guitarra, coros
- German Daffunchio - guitarra, coros
- Diego Arnedo - bajo, teclados, coros
- Alberto "Superman" Troglio - batería, percusión

### Participación especial
- Alejandro Sokol - voz, bajo, batería

### Invitados
- Geniol con Coca
- José Manuel Lago
- Maria Boscarol
- Claudia y Sandra Montenegro
- Alejandro Hija
- Oscar Arakaki